# Castor 2

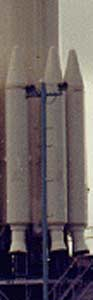
Vários Castor 2 usados como aceleradores em um foguete Delta

Castor 2 é um foguete estadunidense fabricado pela Thiokol e usado como estágio ou acelerador em conjunto com outros foguetes, como por exemplo no Scout B, no Delta N ou no H-I japonês.